# パンチート
パンチート（Panchito Pistoles）は、フレッド・ムーアによって創作された擬人化された雄鶏のキャラクターである。1944年のディズニー映画『三人の騎士』で、ドナルドダックやホセ・キャリオカと共に初登場した。その後、1944年から1945年にかけて日曜版コミックストリップ『シリー・シンフォニー』に1年間登場したほか、ドン・ローザによるコミック作品『The Three Caballeros Ride Again』（2000年）や『The Magnificent Seven (Minus 4) Caballeros』（2005年）にも登場している。スペイン語をメキシコ訛りで話す。

## 概要
パンチートは、ドナルドダックとホセ・キャリオカの友人であり、メキシコに住んでいる。彼はセニョール・マルティネスという名の馬に乗っている。テレビシリーズ『ハウス・オブ・マウス』や『ミニーのリボンショー』では、メキシコの祭りの司会者として登場したことがある。漫画での初登場は1943年の自身のタイトルストーリーであり、この中でクララ・クラックと出会い、恋に落ちた。それ以前の1943年には、テキストストーリー「ラ・ピニャータ」にも登場している。
1944年から1945年にかけて、パンチートは日曜版コミックストリップ『シリー・シンフォニー』の1年間のシリーズに登場。このストーリーはビル・ウォルシュが執筆し、ポール・マリーがペンシル、ディック・ムーアズがインクを担当した。
パンチートのフルネームは「パンチート・ロメロ・ミゲル・ジュニペロ・フランシスコ・キンテロ・ゴンザレス三世」である。「パンチート」は「フランシスコ」の愛称であり、フルネームの中の5番目の名前でもある。この異常に長い名前は、多くのスペイン語圏の国で二つの姓（場合によっては複数の単語から構成される）と複数のミドルネームを用いる習慣を皮肉ったジョークである。このフルネームはアニメ『三人の騎士の伝説』でもほぼ維持されているが、「ジュニペロ」は省略されている。
「ピストレス」という姓に関する言及がないため、一部の人々はこれを別の愛称であると推測している。「ピストレス」という言葉はスペイン語には存在しないが、「ピストラス（Pistolas）」は銃、特に拳銃を意味する。実際、スペイン市場では「パンチート・ピストレス」として知られている。

## セニョール・マルティネス
セニョール・マルティネスは、パンチートの擬人化された馬である。初登場は1944年の新聞連載ストリップで、ビル・ウォルシュが執筆し、ポール・マリーが作画を担当した。その後、ドン・ローザが執筆・作画した『The Three Caballeros Ride Again』および『The Magnificent Seven (Minus 4) Caballeros』にも登場している。ただし、ドン・ローザはセニョール・マルティネスをより現実的な馬として描き、初期の漫画的なデザインとは異なるアプローチを取った。

## 作品
- 三人の騎士（1944年）
- ハウス・オブ・マウス（2001年）
- ミッキーマウス! (テレビアニメ) 第22話　第45話（2014年）（2015年）
- ミッキーマウスとロードレーサーズ　第5話　（2017年）第38話
- 三人の騎士の伝説
- ダックテイルズ

## ディズニーパークでの登場
ウォルト・ディズニー・ワールドのディズニー・コロナド・スプリングス・リゾート内にある商品販売店「パンチートズ・ギフト＆サンドリー」は、パンチートの名前とイラストを看板に採用している。
2007年4月、ウォルト・ディズニー・ワールドのエプコット「メキシコ館」にあるアトラクションがリニューアルされ、パンチートとホセ・キャリオカが再登場した。このアトラクションは「グラン・フィエスタ・ツアー」と名付けられ、新たなアニメーションとストーリーが加えられた。ストーリーでは、三人の騎士がメキシコシティでショーを行う予定だが、ドナルドダックが行方不明となり、ホセとパンチートがメキシコ各地を巡りながらドナルドを探す内容になっている。このアニメーションはエリック・ゴールドバーグが監督を務めたとされる。
パンチートは、2008年4月28日にオープンした香港ディズニーランドの「イッツ・ア・スモールワールド」や、同年1月から11月に改修されたディズニーランド（カリフォルニア）の「イッツ・ア・スモールワールド」、さらに2017年3月から2018年4月にかけて改修された東京ディズニーランドの同アトラクションにも登場している。
ディズニーランド・リゾート（カリフォルニア）では、2011年までにホセとパンチートは姿を消していたが、「ミッキーのサウンドセーショナル・パレード」に合わせてリニューアルされた。このパレードでは、ドナルドダックがピニャータを叩こうとする場面に、ダンサーたちと共にホセとパンチートが登場する。
2012年末からは、ディズニー・カリフォルニア・アドベンチャーのホリデーシーズンイベント「ビバ・ナビダー！」で、ホセとドナルドと共にパンチートも出演している。

## 航空機における表現

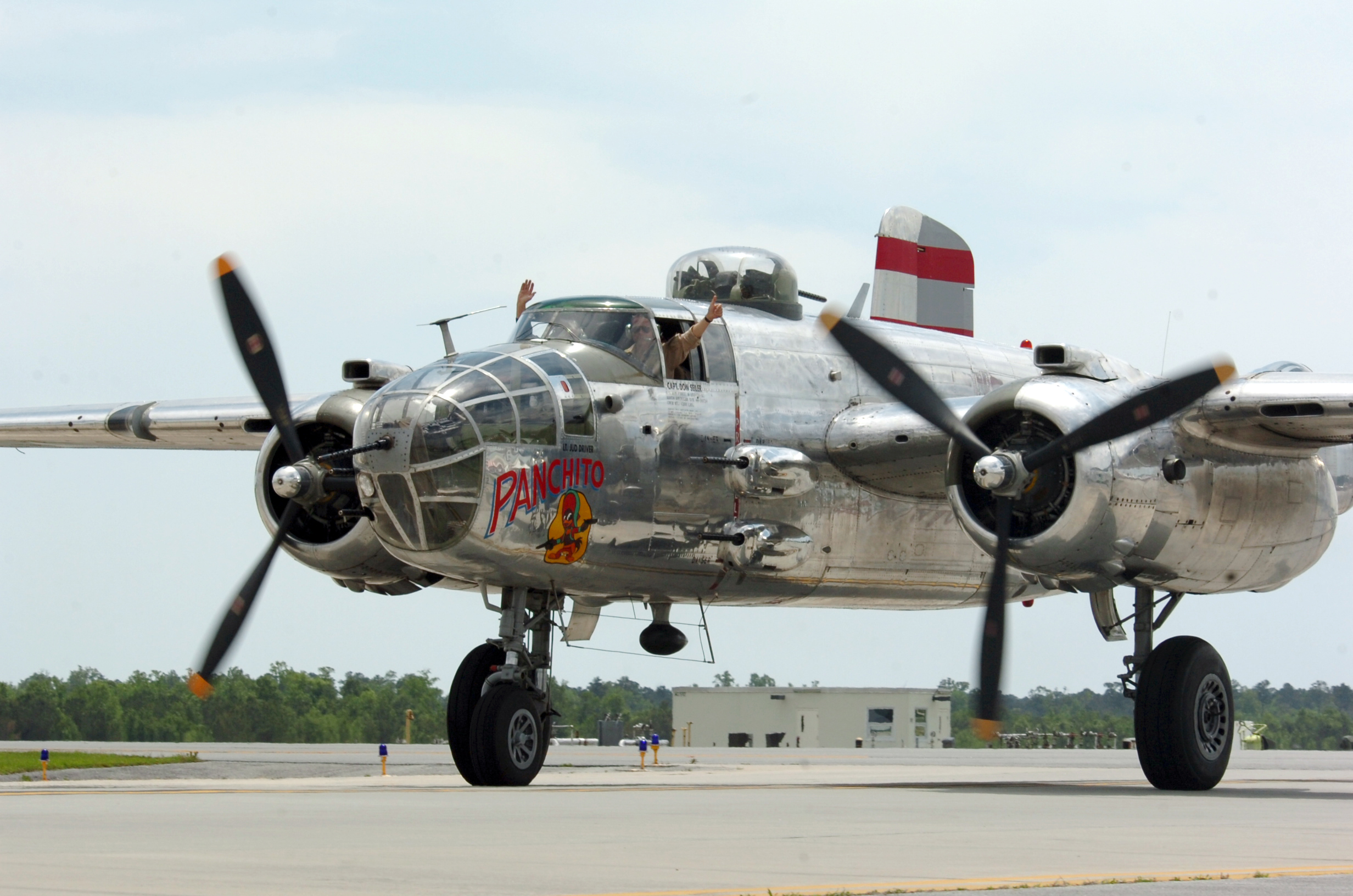
現在のパンチートのノーズアートを持つB-25J

第二次世界大戦中、メキシコ空軍の第201飛行中隊（エスクアドロン201）は、パンチート・ピストレスをマスコットとして使用していた。
アメリカ陸軍航空軍は、ノース・アメリカン B-25 ミッチェル（シリアルナンバー43-28147）を運用し、機体のノーズアートとしてパンチートのイラストを描いていた。この航空機は、1943年12月から1944年10月まで中部太平洋戦域で第41爆撃群と共に運用され、1949年にスクラップ処分された。
また、スウェーデン空軍もパンチートを装飾したP-51（スウェーデンではJ26と呼ばれる）を運用していた。この航空機「レッド・エリック（Röd Erik）」は、ウプサラ郊外の第16航空団第3飛行中隊に所属し、1946年にスチューレ・マットソンによって装飾が描かれた。
現在、別のB-25J ミッチェル（シリアルナンバー44-30734）が、オリジナルのパンチートのレプリカとして飛行している。この機体は1945年2月に納入され、1959年に民間へ売却されるまでアメリカ陸軍航空軍で運用された。1986年に修復され、現在は「ラグウィングス＆ラジアルズ」の航空ショーで飛行している。

## その他のメディアでの登場
パンチートは『ハウス・オブ・マウス』にゲスト出演しており、声はカルロス・アラズラキが担当している。エピソード「スリー・キャバリエロ」および「グーフィー大変身?」では主要な役割で登場し、その他のエピソードではクラブの観客として登場する場面もある。
また、パンチートはホセと共に『ミッキーマウスとロードレーサーズ』のエピソード「Mickey's Perfector Day!」および「Super-Charged: Daisy's Grande Goal」に登場しており、こちらもカルロス・アラズラキが声を担当している。
『ミッキーマウス!』のエピソード「¡Feliz Cumpleaños!」では、三人の騎士としてミッキーの誕生日パーティーでパフォーマンスを披露する。
パンチートは『三人の騎士の伝説』のアニメシリーズでは主要キャラクターとして登場し、声はハイメ・カミーユが担当している。このシリーズではピストルを使用せず、「パンチート・ゴンザレス」としてクレジットされている。
2017年版『ダックテイルズ』にもホセやドナルドと共に登場し、声はアルトゥーロ・デル・プエルトが担当している。エピソード「三人の騎士が再会!」では、彼、ホセ、ドナルドが大学時代に「三人の騎士」というバンドを組んでいたことが明らかにされ、成人後に再会する様子が描かれている。また、第3シーズンのエピソード「ルーイズ11」では、三人の騎士の人気を高めるために登場し、シリーズ最終話「最後の冒険」ではカメオ出演している。
2023年の短編映画『ワンス・アポン・ア・スタジオ -100年の思い出-』では、ウォルト・ディズニー・アニメーション・スタジオのキャラクターたちが集合写真を撮るシーンにカメオ出演している。
さらに、『ミッキーマウス ファンハウス』のエピソード「Día de Muertos」ではホセと共に登場し、こちらもカルロス・アラズラキが声を担当している。

## 声優
| 作品                           | 声優                                                                |
| 三人の騎士（1944年）           | ホアキン・ガライ／古川登志夫（台詞） ホアキン・ガライ／藤島新（歌） |
| ハウス・オブ・マウス（2001年） | カルロス・アラズラキ／古川登志夫（台詞、歌）                        |